# 1437
1437 (MCDXXXVII) je bilo navadno leto, ki se je po julijanskem koledarju začelo na torek.

## Dogodki
- 1. januar

## Rojstva
- Izak Abravanel, portugalski judovski državnik, filozof († 1508)
- (ali 1439) - Radu III. Čedni, vlaški knez († 1475)

## Smrti
- 10. junij - Ivana Navarrska, regentinja Bretanje, angleška kraljica (* 1370)
- 9. december - Sigismund Luksemburški, rimski cesar (* 1368)